# Archidiecezja Portlandu

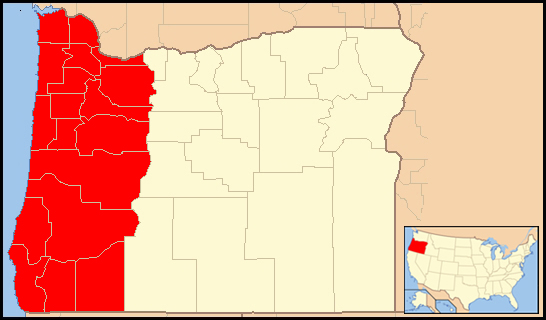
Mapa archidiecezji Portland (Oregon)

Archidiecezja Portlandu (łac. Archidioecesis Portlandensis in Oregon, ang. Archdiocese of Portland in Oregon) – rzymskokatolicka archidiecezja metropolitalna ze stolicą w Portland, w stanie Oregon, Stany Zjednoczone.
Katedrą metropolitarną jest katedra Niepokalanego Poczęcia NMP w Portland.
Archidiecezja jest w regionie XII (AK, ID, MT, OR, WA) i obejmuje  18 hrabstw w zachodniej części stanu Oregon, od Gór Kaskadowych (ang. Cascade Range) do Oceanu Spokojnego.

## Historia
Początki Kościoła katolickiego w Oregon Country datują się od 3 lipca 1834, petycją francuskich osadników Prairie do kapłanów w Kanadzie. W odpowiedzi na tę petycję, misjonarze, ks. François Norbert Blanchet i ks. Modeste Demers, przybyli do Fortu Vancouver 24 listopada 1838 roku. Pierwsza msza św. została odprawiona w dniu 6 stycznia 1839 w St Paul.
1 grudnia 1843 roku, Stolica  Apostolska ustanowiła wikariat apostolski Oregon Territory z ks. Blanchet jako pierwszym wikariuszem apostolskim. W następnym roku ks. Pierre-Jean DeSmet SJ, księża i siostry Notre Dame z Namur przybyli do Astoria z Belgii.
24 lipca 1846 roku papież Pius IX podzielił wikariat na trzy diecezje: Oregon City, Walla Walla i Vancouver Island. 29 lipca 1850 roku diecezja Oregon City została podniesiona do rangi archidiecezji z ks. Blanchetem jako pierwszym arcybiskupem.
Szybki wzrost Wybrzeża Północno-Zachodniego doprowadził do utraty części terytorium archidiecezji Oregon City, z którego utworzono, 3 marca 1868 roku, wikariat apostolski Idaho i Montany, a następnie, 19 czerwca 1903 roku, diecezję Baker City.
26 września 1928 zmieniono siedzibę i odtąd archidiecezja nosi nazwę archidiecezja Portlandu w Oregonie.

## Ordynariusze
Od 1843 do 1846, Oregon Country była wikariatem apostolskim prowadzonym przez misjonarza François Norbert Blanchet.
Archidiecezja Oregon City:
- François Norbert Blanchet (1846-1880)
- Charles John Seghers (1880-1884)
- William Hickley Gross (1885-1898)
- Alexander Christie (1899-1925)
- Edward Daniel Howard (1926-1928)

Archidiecezja Portlandu w Oregonie:
- Edward Daniel Howard (1928–1966)
- Robert Joseph Dwyer (1966–1974)
- Cornelius Power (1974–1986)
- William Levada (1986–1995)
- Francis George OMI (1996–1997)
- John Vlazny (1997–2013)
- Alexander Sample (od 2013)

## Parafie
- Parafia św. Stanisława Biskupa i Męczennika w Portland (Oregon)